# Синоатріальний вузол

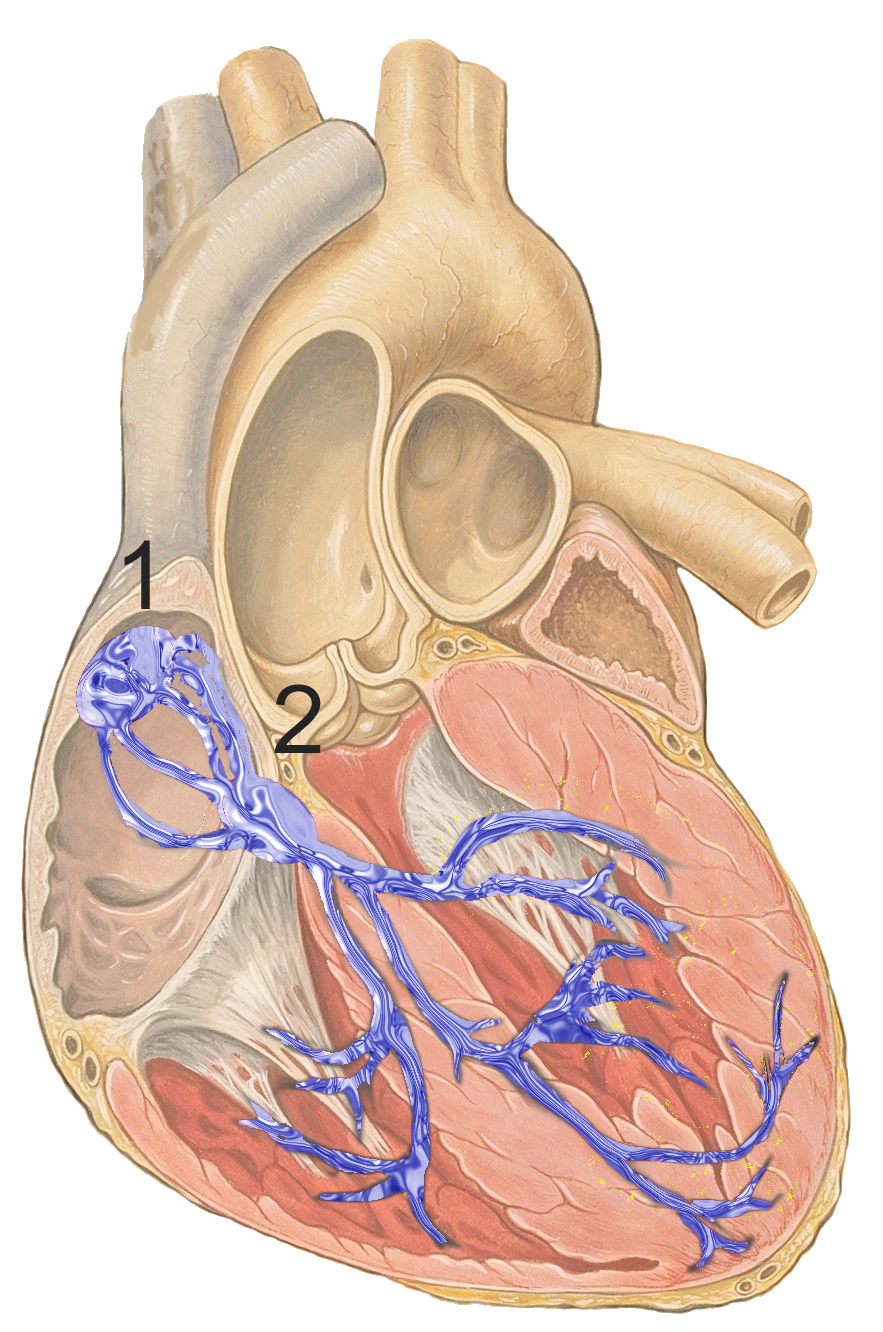
Схема серця із провідною системою синього кольору: (1) водій ритму, (2) АV вузол

Синусовий вузол (лат. nodus sinuatrialis), також синоатріальний вузол (вузол SA), є основним електричним годинником дії серця. Він складається з особливих м’язових пейсмейкерних клітин і міститься в правому передсерді (atrium dextrum) серця, близько гирла верхньої порожнистої вени, так званої синусової порожнистої вени. Це частина провідної системи серця. Синусовий ритм створюється синусовим вузлом. У здоровому серці вузол SA постійно виробляє потенціали дії, задаючи ритм серця, і завдяки цьому відомий як природний кардіостимулятор. 

## Анатомія
Вираз ущільнення, насправді дещо вводить в оману, оскільки у дійсності це не пальпуєма чи видима стислість (у сенсі лімфатичного вузла або припухлості). Можна визначити розташування синусового вузла електрично, як ділянку серця, де електричне збудження виявляється насамперед. Також можливе його розмежування від сусідніх осередків.
У серці людини синусовий вузол має веретеноподібний вигляд, близько до епікарда при злитті верхньої порожнистої вени та правого передсердя. Існує значне його відхилення в положенні та розмірах (завдовжки 10–20 мм, завширшки 2–3 мм). 
Кровопостачання відбувається крізь одну потужну гілку вінцевої артерії близько передсердя, яка в більшості здорових сердець бере початок найближче від правої вінцевої (коронарної) артерії. Водночас, є побічний кровотік з іншими судинними гілками кровопостачання передсердь. Трансатріальний анастомотичний кровообіг може слугувати містком між двома головними коронарними стовбурами (права коронарна артерія, ліва огинальна гілка). Венозний відтік відбувається безпосередньо в праве передсердя крізь фівейські канали.

## Гістологія

Відповідність ділянок ЕКГ певній фазі роботи серця.

Гістологічно, водій ритму серця складається з набору спеціалізованих серцевих м’язових клітин, які здатні до мимовільної деполяризації, тобто, можуть електрично збуджуватися. Це відбувається в стані спокою у дорослої людини з частотою 60-80 / хв. Однак у дуже добре тренованих на витривалість спортсменів, завдяки збільшеному серцю, також може бути виявлена частота пульсу в стані спокою, менше 40 ударів на хвилину. Порівняно з клітинами робочого міокарда в них менше міофібрил і мітохондрій, тому вони менш схильні до гіпоксії.

### Фізіологія
Ці ауторитмічні клітини циклічно розряджають потенціал дії. Під час діастоли мембранний потенціал гіперполяризується через попередній потенціал дії. Впродовж гіперполяризації дезактивуються інші проникні для кальцію іонні канали (кальцій не надходить до клітини, він залишає її завдяки АТФ-залежним насосам). Ця гіперполяризація активує іонні канали типу HCN. Останні мають повільну кінетику відкриття і проникні для вхідного струму калію та натрію (Ih). Тому вони спроквола деполяризують мембрану (внутрішня частина мембрани стає все більш позитивною: вона прирівнюється до зовнішнього потенціалу). Коли діастолічна деполяризація переходить поріг збудження цих каналів, утворюється кальцієвий струм Т-типу (ІТ), який зрушує потенціал дії (кальцій потрапляє до клітини). Під час деполяризації внаслідок потенціалу дії струм ІТ інактивується, а струм Ih дезактивується (натрій більше не надходить у клітину — див. Модель Ходжкіна — Хакслі). Отож, потенціал дії знову супроводжується гіперполяризацією (спричиненою відновленням іонних рівноваг по обидва боки мембрани). Кальцій залишає клітину за допомогою АТФ-залежних насосів, а незалежні від АТФ насоси, перекачують калій до клітини, натомість натрій виводиться. Отже, клітина знову досягає рівня гіперполяризації, достатнього для того, щоби викликати надходження іонів натрію до клітини, тощо. Кінетика струму Ih визначає частоту цього автономного генератора ритму (кардіостимулятора).

## Спосіб дії
Збудження, що мимовільно виникає у водії ритму, надходить крізь робочі м’язи передсердь — за даними деяких авторів, крізь так звані міжвузлові пучки — до наступних складників провідної системи серця (AV-вузол, пучок Гіса, гілка Тавара, волокна Пуркінє). Ці інші частини провідної системи, також здатні до мимовільної деполяризації, та, однак, не вступають в дію через все нижчу частоту в нормальному стані, отже синусовий вузол є єдиним виробником тактової частоти. 

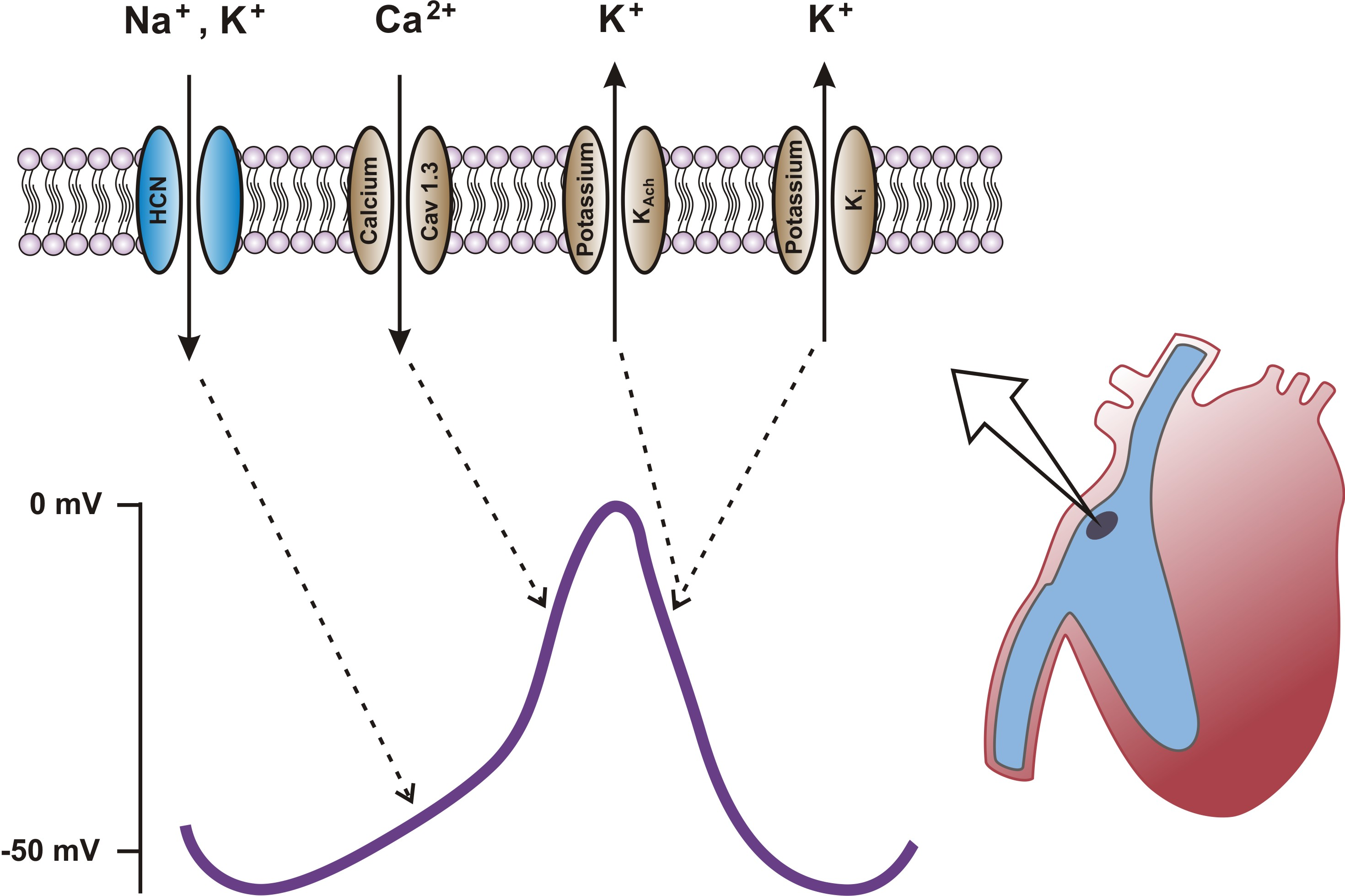
Канал HCN в синусовому вузлі з типовим потенціалом дії

Що вражає в потенціалі дії водія ритму, так це негайна деполяризація після реполяризації. Це пов’язано з HCN-каналами (активовані гіперполяризацією циклічні нуклеотидні ворота), які відкриваються через гіперполяризацію. Отриманий внутрішній натрієвий струм, також називають I-забавним.
На водій ритму серця впливають нерви та гормони. Він перебуває під впливом симпатичної та парасимпатичної нервової системи. Парасимпатична нервова система з її переносником ацетилхоліном, постійно надає знижувальний частоту (від'ємний хронотропний) вплив на водій ритму. Якщо перерізати гілки блукаючого нерва парасимпатичного нерва, серце буде битися безперервно швидше. В умовах стресу, симпатична нервова система з її переносниками адреналіну і норадреналіну, які досягають синусового вузла крізь кровотік у вигляді гормонів, збільшує частоту збуджень водія ритму серця (додатна хронотропія).

## Збої
Різні функціональні порушення синусового вузла проявляються як ускладнені брадикардіальні та тахікардіальні аритмії у разі синдрому слабкості водія ритму.
Повна відмова водія ритму серця, називається затримкою синусового вузла. Якщо у такому разі, не втручаються жодні підпорядковані осередки стимуляції, відбувається гостра зупинка серця. Це трапляється зрідка, оскільки підлеглі центри здорового серця забезпечують надто повільну, але загалом достатню частоту серцевих скорочень у стані спокою. Якщо така зупинка не призведе до раптової смерті, серцебиття згодом можна відновити відносно легко, і надовго вилікувати за допомогою електрокардіостимулятора.